# NGC 5471
NGC 5471 في الفهرس العام الجديد، هي مجرة، تقع في كوكبة الدب الأكبر. اكتشفت في 22 أغسطس 1863 بواسطة هاينريش لويس دريست.

## روابط خارجية
- NGC 5471 على موقع ويكي سكاي: DSS2, SDSS, GALEX, IRAS, Hydrogen α, X-Ray, Astrophoto, Sky Map, Articles and images